# Sophronica albohirta
Sophronica albohirta là một loài bọ cánh cứng trong họ Cerambycidae.